# Carorita
Carorita is een geslacht van spinnen uit de familie hangmatspinnen (Linyphiidae).

## Soorten
De volgende soorten zijn bij het geslacht ingedeeld:
- Carorita limnaea (Crosby & Bishop, 1927)
- Carorita sibirica Tanasevitch, 2007